# Richemont Fachschule

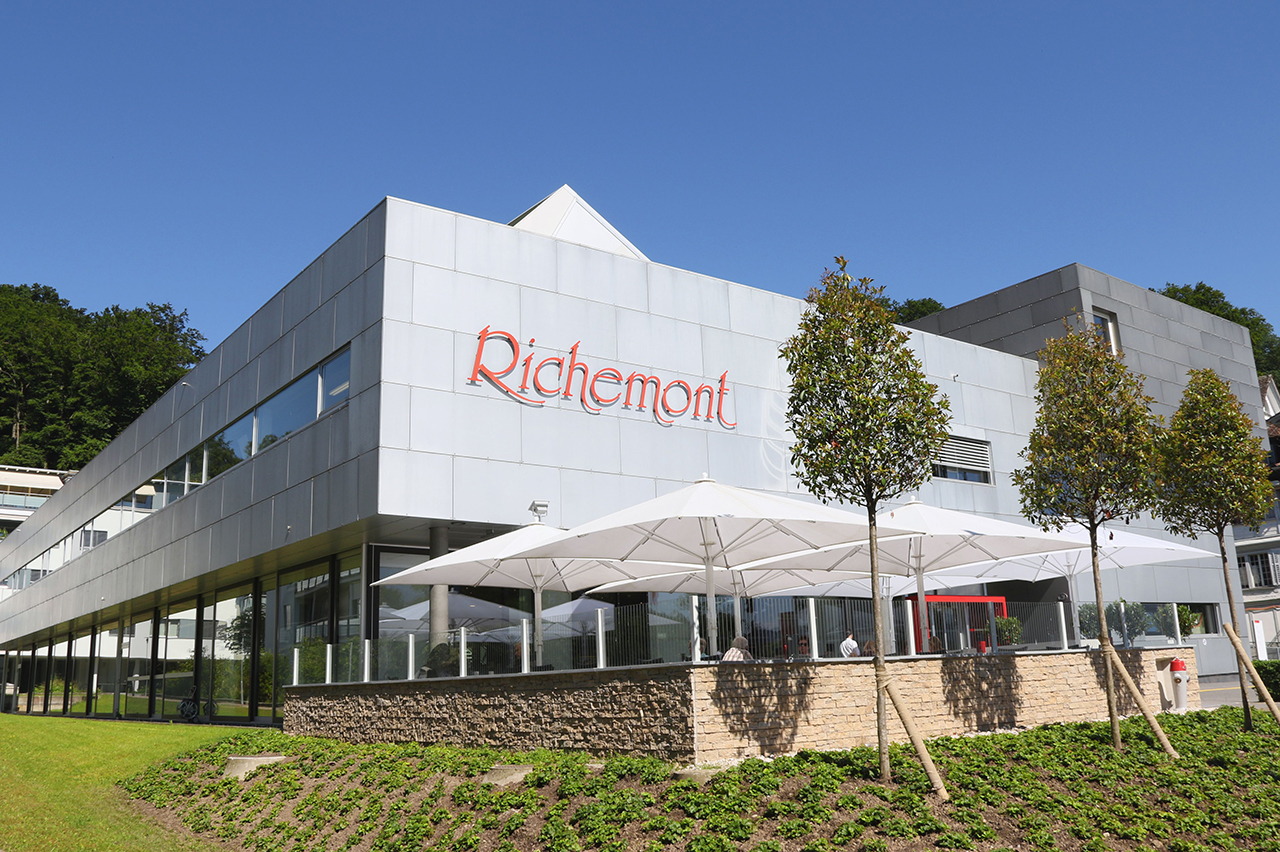
Standort Seeburgstrasse der Richemont Fachschule in Luzern

Richemont ist ein Bildungs- und Dienstleistungszentrum der Gesamtbranche Bäckerei-Konditorei-Confiserie mit Sitz in Luzern, Schweiz. Es erfüllt den Ausbildungsauftrag des Bundes (Berufsprüfung und Höhere Fachprüfung) und stellt die Aus- und Weiterbildung für die Mitglieder des Schweizerischen Bäcker-Confiseurmeister-Verbands (SBC) sicher.

## Organisation
Die Fachschule besteht aus zwei rechtlich selbstständigen Unternehmungen:
- Die Stiftung Richemont beinhaltet die Fachschule mit Aus- und Weiterbildungen[3], den Gastronomie- und Hotelbereich[4] sowie das akkreditierte Getreidelabor und die Qualitätssicherung bei Rohstoffen – Schwerpunkt Getreide.[5]
- Die Richemont Dienstleistungs AG besteht aus dem Eigenverlag[6] mit Fachbüchern und Periodika, Lehrmitteln und Software, fachbezogene Bildagentur und einem Beratungsdienst für Produktion und Detailhandel.[7]

Sowohl das Stiftungskapital, wie das Aktienkapital sind zu 100 Prozent im Besitz des Schweizerischen Bäcker-Confiseurmeister-Verbandes (SBC) in Bern.

## Porträt

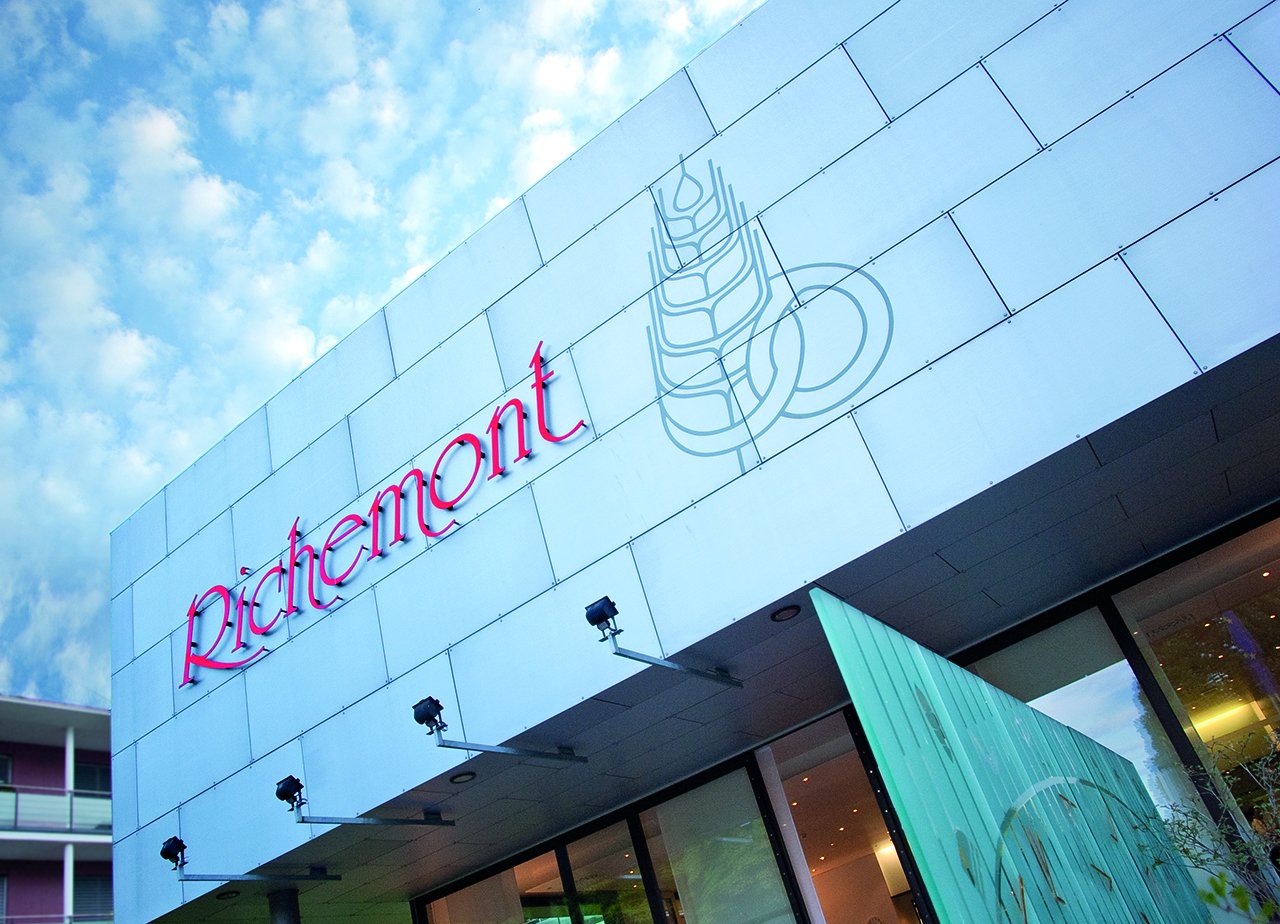
Richemont Kompetenzzentrum

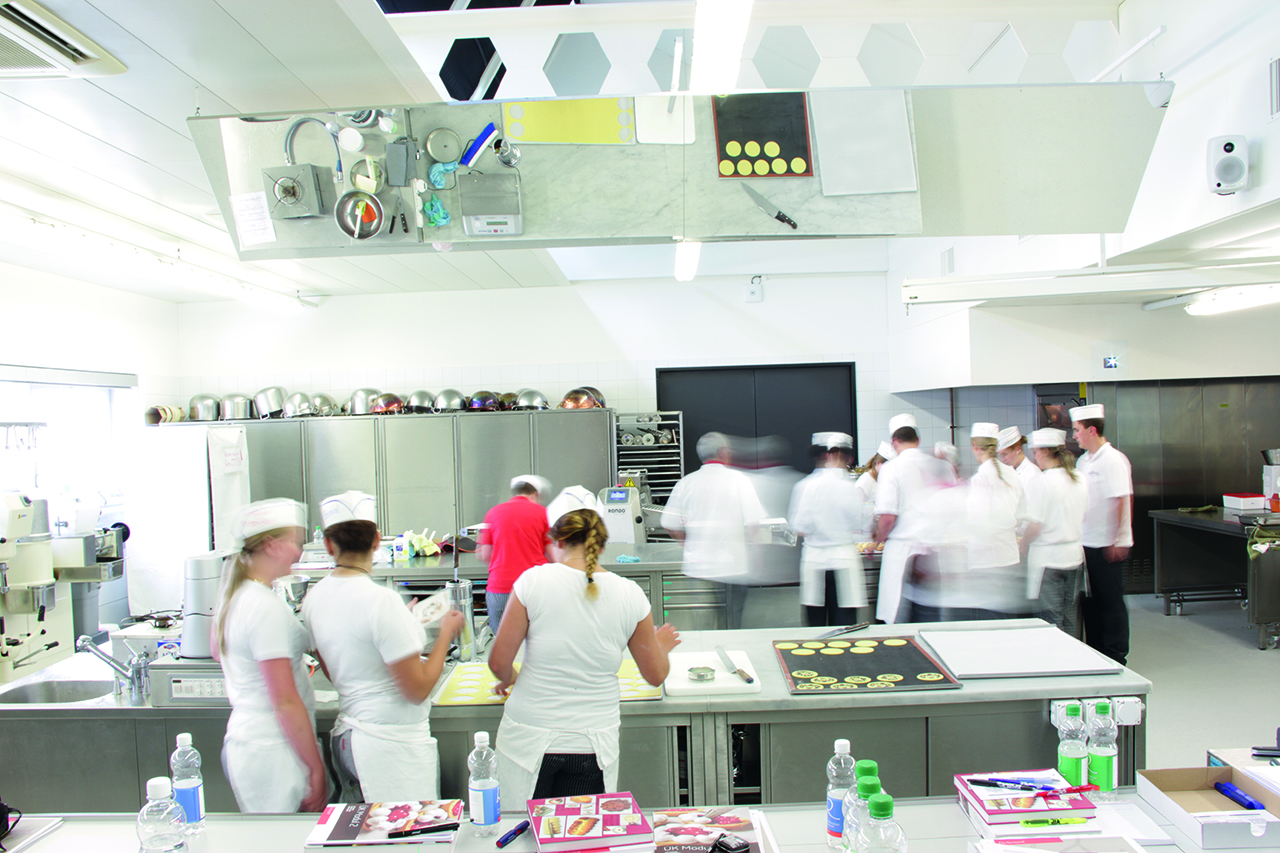
Ausbildung an der Richemont Fachschule

Seit 1945 bietet die Richemont Fachschule Aus- und Weiterbildungen für die Gesamtbranche Bäckerei, Konditorei und Confiserie an. Seit der Gründung umfasst das Angebot sowohl produktions- wie verkaufstechnische Kurse als auch Technologie- und Betriebsführungsseminare. Im Rahmen des Schweizerischen Bildungssystems übernimmt Richemont bei der beruflichen Grundbildung die Entwicklung der überbetrieblichen Kurse. Diese Kurse dienen dem Erwerb grundlegender beruflicher Fertigkeiten. Zu den weiteren Aufgaben gehört ein berufsorientiertes Bildungsangebot, wie z. B. Kurse, Seminare, Diplomlehrgänge sowie Vorbereitungskurse für Berufsprüfungen und die übergreifende Höhere Fachprüfung.  Seit 1948 werden auch individuelle Gruppenkurse und Lehrgänge für nationale und internationale Branchenfachleute durchgeführt, ein Teil davon auch vor Ort in den Betrieben.
Richemont berät und unterstützt im Weiteren Bäckerei- und Konditoreibetriebe in fachlichen und verkaufstechnischen Angelegenheiten. Das Spektrum dieser Beratungen beinhaltet unter anderem die Analyse, Bewertung und Optimierung von Produktionsprozessen, Technologien oder Entwicklung und Umsetzung von neuen Produktideen. Die Dienstleistungen im Bereich Qualitätssicherung und -entwicklung bei Rohstoffen wie auch Halbfabrikaten werden im hauseigenen Labor erbracht und in der Versuchsbackstube nachvollzogen. Richemont berät Unternehmen in Sachen Rezeptaufbau, Hygiene, Rohstoffqualität, Deklaration, spezifische Prozesse und Technologien sowie Einführung von Qualitätssicherung.
Mit der Eröffnung der Fachschule Richemont im Jahre 1945 erschien erstmals eine eigene Fachzeitschrift für das Bäcker-Konditoren-Gewerbe. Die monatlich erscheinende Publikation informiert über Branchenereignisse und vermittelt Fach- und Berufsinformationen. Im eigenen Verlag erscheinen Fachbücher und Lehrmittel in verschiedenen Sprachen für die Gesamtbranche Bäckerei-Konditorei-Confiserie.
Das Richemont-Restaurant verfügt über 70 Sitzplätze. Das Hotel besteht aus 14 Zimmern mit 35 Betten. Der Richemont Gastronomie- und Hotelbetrieb ist öffentlich. Die Richemont Fachschule verfügt über 6 Schulungs- und Seminarräume für den theoretischen Unterricht, 5 Räumlichkeiten für praktisches Arbeiten sowie dem Labor.

## Geschichte

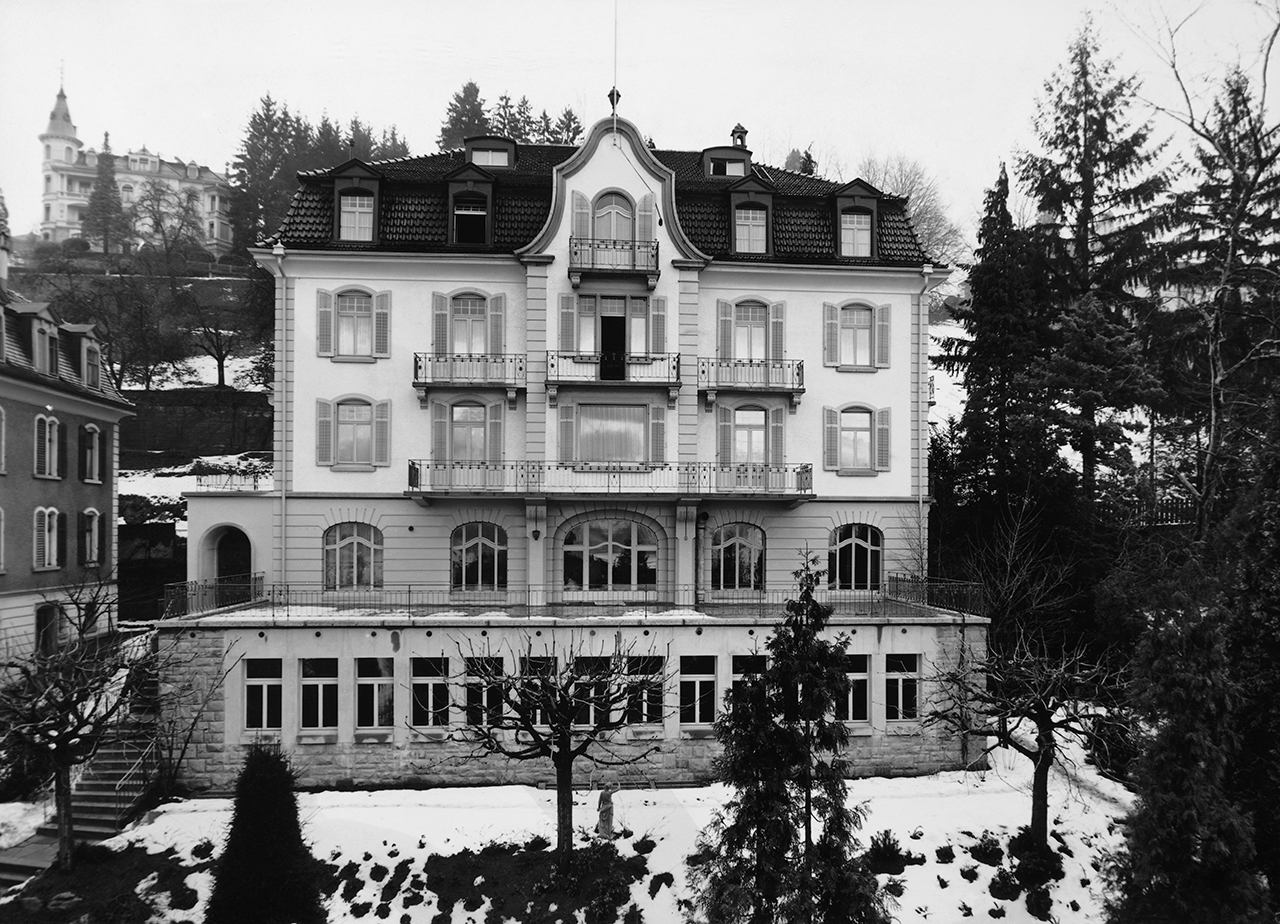
Fremdenpension „Richemont“ an der Rigistrasse in Luzern

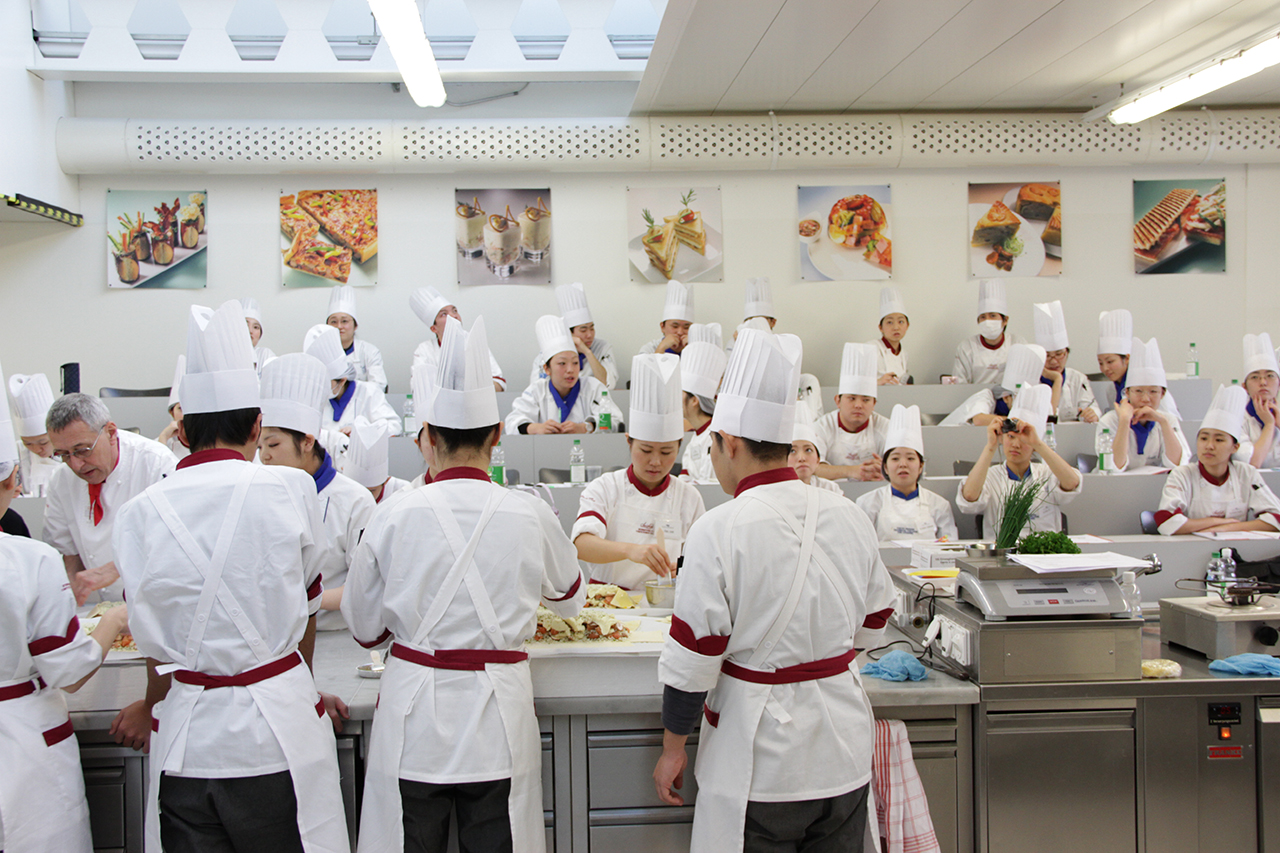
Gruppenkurse für nationale und internationale Branchenfachleute

Am 7. Juni 1943 wurde an der Verbandstagung des Schweizerischen Bäcker-Confiseurmeister-Verbands (SBC) in Bad Ragaz beschlossen, für die Aus- und Weiterbildung eine eigene Fachschule mit Versuchslabor einzurichten. Man entschied sich für die 1904 erbaute englische Fremdenpension «Richemont» an der Rigistrasse 28 in Luzern, von welcher der Name der Schule stammt. Nach Umbauarbeiten konnte der Betrieb im Februar 1945 aufgenommen werden. Das Jahresprogramm bestand aus 18 Kursen, der erste Kurs wurde am 5. Januar 1945 durchgeführt. Die Mitarbeiterzahl betrug 10 Vollzeitbeschäftigte inkl. Internat und Labor. 1945 wurden total 576 Kursteilnehmer gezählt, die durchschnittliche Klassengrösse betrug 32 Teilnehmer. 1945 wurde erstmals die Meisterprüfung abgenommen.
Die erste Ausgabe des Richemont Mitteilungsblatts erschien im Juni 1945. Die Umbenennung auf «Fachblatt» erfolgte per Januar 1947. 1947 besuchte eine erste Gruppe deutscher Fachleute die Richemont Fachschule, 1948 kamen 30 englische Fachleute und absolvierten einen zweiwöchigen Kurs. Daraus entstand der Internationale Richemont-Club. Ihnen folgten die Schweiz nach einem Besuch in Grossbritannien, dann Österreich, Deutschland, Belgien und Frankreich. Die Grundidee ist heute noch der fachliche Gedanken- und Wissensaustausch von Land zu Land durch Kursbesuche, Betriebsbesichtigungen und Teilnahme von Ausstellungen.
Bereits 10 Jahre nach der Eröffnung wurden 1955 durch Erweiterungsbauten neue Räume für die Fachschule geschaffen. Dieser Ausbau beinhaltete ein Auditorium, die Vergrösserung des Labors sowie ein Vereinssaal. Im Jahre 1965 wurde der 25-Tausendste Besucher an der Richemont Fachschule begrüsst. Die Zahl der jährlichen Kursteilnehmer steigt auf über 2000. Der grösste Umbau in der Geschichte der Fachschule begann 1982 und fand Ende 1983 seinen Abschluss.
Richemont erteilt 1978 erstmals im westschweizerischen Pully Kurse für die Französisch sprechenden Fachleute. 1987 wurde die Zweigstelle in Pully eröffnet. Richemont bietet am Westschweizer Standort Pully Kurse in der Grund- und Weiterbildung an.
1995 wurden 50 Mitarbeiter, inkl. Hotel/Restaurant, Forschung und Entwicklung sowie Verlag gezählt. Es werden intern und extern für das Jahr 1995 über 270 Kurse geplant. Das Kursprogramm wurde erstmals zweisprachig publiziert. Im Januar 2001 wurde der Neubau an der Seeburgstrasse 51 in Luzern eröffnet. Die Richemont Fachschule erlangt die eduQua-Zertifizierung. Das Richemont Fachblatt sowie ausgewählte Lehrmittel werden seit 2013 zusätzlich zur gedruckten Ausgabe in digitaler Form (E-Paper, E-Books) angeboten.

### Entwicklung der Kursteilnehmerzahlen
| 1945 | 575 Kursteilnehmer  |
| 1955 | 1200 Kursteilnehmer |
| 1965 | 2000 Kursteilnehmer |
| 1975 | 3000 Kursteilnehmer |
| 1985 | 4750 Kursteilnehmer |
| 1995 | 6000 Kursteilnehmer |
| 2005 | 5300 Kursteilnehmer |
| 2015 | 5000 Kursteilnehmer |

## Direktoren
Folgende Direktoren waren für die Fachschule verantwortlich:
- Ernst Vogt, 1944 bis 1968
- Rudolf Flückiger, 1968 bis 1976
- Damian Schmid, 1976 bis 1992
- Walter Boesch, 1992 bis 2011
- Reto Fries, seit 2011